# 山崎隆三
山崎 隆三（やまざき りゅうぞう、1920年4月16日 - 2011年3月10日）は、日本の農業経済学者。経済学博士（大阪市立大学・論文博士・1962年）。大阪市立大学名誉教授。孫はフリーアナウンサーの伊東紗冶子。

## 略歴
大阪市出身。1942年大阪商科大学卒。兵役ののち、大阪商大事件で拘束。1946年大阪商大助手。1949年大阪市立大学経済学部助教授。1962年教授。同年「地主制成立期の農業構造」で大阪市立大学より経済学博士の学位を取得。1982年定年退官、名誉教授。名城大学商学部教授。1993年退職、名誉教授。

## 著書
- 『地主制成立期の農業構造』青木書店 1961
- 『近世物価史研究』塙書房 1983
- 『近代日本経済史の基本問題』ミネルヴァ書房 1989

### 共編著
- 『依羅郷土史』編 大阪市立依羅小学校創立八十五周年記念事業委員会 1962
- 『日本歴史 シンポジウム 17 地主制』司会 学生社 1974
- 『両大戦間期の日本資本主義』編 大月書店 現代資本主義叢書 1978
- 『明治中期産業運動資料 第8巻 2 農事調査 大阪府 2・滋賀県・京都府』大橋博編 山崎ほか解題・校訂 日本経済評論社 1980
- 『日本経済史 幕藩体制の経済構造』岡光夫共編著 ミネルヴァ書房 1983
- 『現代日本経済史』編 有斐閣ブックス 1985
- 『日本資本主義論争史』小山弘健共著 社会経済労働研究所編 こぶし文庫 2014